# Choe Hyon (Schiff)
Die Choe Hyon (Kennung: 51) ist ein in Ausrüstung befindlicher Lenkwaffenzerstörer der Choe-Hyon-Klasse, teils auch als Fregatte bezeichnet, der Marine der Koreanischen Volksarmee. Das Schiff lief am 25. April 2025 in Namp’o unter Anwesenheit von Admiral Kim Myong-sik, Kommandeur der Marine der Koreanischen Volksarmee, Kim Jong-un und seiner Tochter Kim Ju-ae vom Stapel. Kim Jong-un kündigte an, dass weitere Schiffe dieses Typs gebaut werden sollen, die eine Choe-Hyon-Klasse bilden sollen. Das Schiff ist nach Choe Hyon, einem nordkoreanischen General und späteren Verteidigungsminister, benannt. Es soll zum Angriff auf Unterwasser- und Überwasserschiffe geeignet sein. Es kann sowohl mit strategischen Marschflugkörpern als auch mit taktischen ballistischen Raketen bestückt werden. Die Choe Hyon ist das bei weitem größte Schiff der Koreanischen Volksarmee. Ein zweites Schiff der Choe-Hyon-Klasse befand sich bereits in Ch’ŏngjin im Bau.

## Geschichte

### Bau und Ausstattung
Die Choe Hyon soll in einer Rekordzeit von etwa 400 Tagen gebaut worden sein. Laut nordkoreanischen Angaben soll ausschließlich nordkoreanische Technologie verwendet worden sein. Das Schiff soll eine Verdrängung von 5000 Tonnen haben, möglicherweise auch mehr. Die meisten Angaben zu technischen Details und Spezifikationen basieren auf Fotoaufnahmen. Das Schiff wird als Gegenstück oder als eine Art Mini-Arleigh-Burke zur Arleigh-Burke-Klasse der United States Navy bezeichnet. Schiffe der Arleigh-Burke-Klasse haben 96 Zellen für Senkrechtstartanlagen für Flugkörper, die Choe Hyon hat 74 Zellen zum Starten von Raketen und Marschflugkörpern. An Bord befinden sich 32 kleine und 12 mittelgroße Startzellen, weiterhin 12 große am Bug, 8 große am Heck und 10 extra große. Die extra großen Startzellen sind vermutlich für ballistische Raketen wie die Hwasong-11. Die Hwasong-11 soll eine Reichweite von 600 bis 900 km haben und nuklear oder konventionell bestückt werden und Sprengköpfe mit einem Gewicht bis zu 4,5 Tonnen tragen können. Die Hwasong-11 wird auch „Flugzeugträger-Killer“ bezeichnet. Die kleinen und mittleren Startzellen sind vermutlich mit Luftabwehrraketen bestückt. Die großen Zellen könnten für Marschflugkörper, wie die Hwasal-2, gedacht sein. Diese Marschflugkörper sind geeignet, um Schiffe und Landziele anzugreifen. Die Hwasal-2 hat angeblich eine Reichweite bis zu 2000 Kilometer und soll auch mit einem nuklearen Sprengkopf bestückbar sein.
Zwei Zwillingstorpedorohrsätze befinden sich an Bord.
Das Schiff ist mit zwei Nahbereichsverteidigungssystemen ausgestattet. Dabei könnte es sich um ein russisches Pantsir-ME oder die nordkoreanische Variante davon handeln. Es nutzt acht Kurzstrecken-Luftabwehrraketen und zwei AK-630 mit sechsläufiger 30-mm-Kanone mit einer Feuerrate bis zu 5000 Schuss pro Minute. Das System kann Luftziele auf einer Entfernung von bis zu 20 km mit den Raketen bekämpfen, die AK-630 haben eine Reichweite von 5 km.
Wie andere moderne Kriegsschiffe ist die Choe Hyon mit Phased-Array-Antennen ausgestattet. Am Bug befindet sich ein 127-mm-Geschütz. Es gibt am Heck eine Landeplattform für einen Bordhubschrauber, wobei ein Hangar fehlt.
Es wird spekuliert, dass die Choe Hyon für den nuklearen Erst- oder Zweitschlag dienen könnte.
Am 28. und 29. April wurden vor Namp’o erste Waffentests durchführt. Nordkoreanische Staatsmedien veröffentlichte Bilder der Tests. Dabei sind auch vom Schiff startende Raketen zu sehen. Die Staatsmedien behaupten, dass Überschall-Marschflugkörper zur Bewaffnung gehören.

### Kang Kon, zweites Schiff der Choe-Hyon-Klasse
Am 22. Mai 2025 wurden Berichte über einen „schweren Unfall“ des zweiten und bislang unbenannten Schiffs der Choe-Hyon-Klasse bekannt. Es verunglückte beim  Querstapellauf, bei der der nordkoreanische Machthaber Kim Jong-un anwesend war. Satellitenbilder zeigen das Kriegsschiff auf der Seite liegend, wobei der Bug des Schiffes auf dem Land liegt, während ein großer Teil des Hecks im Wasser liegt. Das havarierte Schiff wurde mit großen blauen Planen abgedeckt. Das Center for Strategic and International Studies (CSIS) vermutet, dass die Werft in Chongjin, die sonst Frachtschiffe und Fischereifahrzeuge baut, nicht über die nötige Erfahrung verfügt, um große Kriegsschiffe zu Wasser zu lassen. Kim sprach von einem „Verbrechen“, einer „Blamage für das Land“ und „Würde und Selbstachtung“ Nordkoreas seien beschädigt. Es kam zur Festnahme von drei Werftmitarbeitern, darunter auch der Chefingenieur der Werft. Kim ordnete an, das Schiff bis zu einem Parteitreffen im Juni vollständig zu reparieren. Neben dem Chefingenieur der Werft wurden der Leiter der Schiffskonstruktionswerkstatt, der stellvertretende Verwaltungsleiter und Ri Hyong Son, stellvertretender Direktor der Abteilung für Rüstungsindustrie des Zentralkomitees der Arbeiterpartei Koreas, verhaftet. Satellitenbilder vom 2. Juni zeigen das Schiff wieder aufgerichtet. Am 8. Juni 2025 kam das Schiff zur Reparatur in ein Trockendock in Rajin. Am 12. Juni 2025 erfolgte die offizielle Stapellaufzeremonie des Zerstörers Kang Kon in der Rajin unter Anwesenheit von Kim und seiner Tochter Ju Ae. Kim genehmigte zudem den Bau von zwei weiteren Zerstörern der Klasse.

### Drittes Schiff der Choe-Hyon-Klasse
Am 21. Juli 2025 begann der Bau des dritten Schiffs der Choe-Hyon-Klasse in Namp’o. Es soll am 10. Oktober 2026 vom Stapel laufen. Der Tag ist ein Nationalfeiertag in Nordkorea, der an die Gründung der Partei der Arbeit Koreas erinnert.